# دالي كوشنر
دالي كوشنر هو لاعب هوكي الجليد كندي، ولد في 13 يونيو 1966 في تيراس في كندا.

## وصلات خارجية
- دالي كوشنر على موقع دوري الهوكي الوطني (الإنجليزية)
- دالي كوشنر على موقع قاعة مشاهير الهوكي (لاعب أن.إتش.أل) (الإنجليزية)
- دالي كوشنر على موقع EliteProspects.com (الإنجليزية)
- دالي كوشنر على موقع HockeyDB.com (الإنجليزية)
- دالي كوشنر على موقع Hockey-Reference.com (الإنجليزية)